# Phyllotreta ramosa
Phyllotreta ramosa är en skalbaggsart som först beskrevs av George Robert Crotch 1874.  Phyllotreta ramosa ingår i släktet Phyllotreta och familjen bladbaggar. Inga underarter finns listade i Catalogue of Life.